# وزارة الطاقة والمناجم (تونس)
وزارة الطاقة والمناجم (بالفرنسية: Ministère de l'Énergie et des Mines)‏ هي وزارة تونسية وجدت بين 1988 و1989م، ثم أعيد تأسيسها في 2016م نتيجة فصلها عن وزارة الصناعة.

## قائمة الوزراء
| الوزير | الوزير                              | الحزب | الحزب                      | الحكومة                                                   | تواريخ العهدة  | تواريخ العهدة  |
| ------ | ----------------------------------- | ----- | -------------------------- | --------------------------------------------------------- | -------------- | -------------- |
|        | عمر رورو (الصناعة والطاقة والمناجم) |       | الحزب الاشتراكي الدستوري   | حكومة الهادي نويرة                                        | 27 نوفمبر 1979 | 25 أبريل 1980  |
|        | صالح بن مباركة                      |       | الحزب الاشتراكي الدستوري   | حكومة محمد مزالي حكومة رشيد صفر حكومة زين العابدين بن علي | 28 أبريل 1986  | 7 نوفمبر 1987  |
|        | الصادق رابح                         |       | التجمع الدستوري الديمقراطي | حكومة الهادي البكوش                                       | 27 يوليو 1988  | 11 أبريل 1989  |
|        | فتحي المرداسي (الصناعة والطاقة)     |       | التجمع الدستوري الديمقراطي | حكومة محمد الغنوشي الأولى                                 | 1 سبتمبر 2003  | 10 نوفمبر 2004 |
|        | منجي مرزوق                          |       | مستقل                      | حكومة الحبيب الصيد                                        | 12 يناير 2016  | 27 أغسطس 2016  |
|        | هالة شيخ روحو                       |       | مستقلة                     | حكومة يوسف الشاهد                                         | 27 أغسطس 2016  | 6 سبتمبر 2017  |
|        | خالد قدور                           |       | مستقل                      | حكومة يوسف الشاهد                                         | 6 سبتمبر 2017  | 27 فبراير 2020 |
|        | منجي مرزوق                          |       | مستقل                      | حكومة إلياس الفخفاخ                                       | 27 فبراير 2020 | الآن           |

## كتاب الدولة
- 7 نوفمبر 1987 - ؟: صالح الجبالي (المناجم)
- 11 أبريل 1989 - ؟: الحبيب الأزرق (الطاقة والمناجم)
- 13 مارس 2013 - 29 يناير 2014: نضال الورفلي (الطاقة والمناجم)
- 27 أغسطس 2016 - 31 أغسطس 2018: هاشم الحميدي (المناجم)

## مؤسسات تحت الإشراف
تشرف وزارة الطاقة والمناجم على:
- الديوان الوطني للمناجم

## مقالات ذات صلة
- وزارة الصناعة (تونس)

## روابط خارجية
- الموقع الرسمي.